# Гермеринг
Гермеринг (њем. Germering) општина је у њемачкој савезној држави Баварска. Једно је од 23 општинска средишта округа Фирстенфелдбрук. Према процјени из 2010. у општини је живјело 37.035 становника. Посједује регионалну шифру (AGS) 9179123.

## Географски и демографски подаци
Гермеринг се налази у савезној држави Баварска у округу Фирстенфелдбрук. Општина се налази на надморској висини од 535 метара. Површина општине износи 21,6 km². У самом мјесту је, према процјени из 2010. године, живјело 37.035 становника. Просјечна густина становништва износи 1.714 становника/km².

## Међународна сарадња
| Мјесто       | Држава    | Врста сарадње | Од    |
| ------------ | --------- | ------------- | ----- |
| Балатонфуред | Мађарска  | партнерство   | 1987. |
| Домон        | Француска | партнерство   | 1984. |
| Извор        |           |               |       |